# 톰마소 포베가
톰마소 포베가 (Tommaso Pobega, 1999년 7월 15일 ~ )는 이탈리아의 축구 선수이며, 현재 볼로냐에서 미드필더로 뛰고 있다.